# Aneury Rodriguez
Aneury Rodriguez (né le 13 décembre 1987 à Higuey, La Altagracia, République dominicaine) est un lanceur droitier des Ligues majeures de baseball jouant avec les Astros de Houston.

## Carrière
Aneury Rodriguez fait ses débuts professionnels dans l'organisation des Rockies du Colorado, où il joue en ligues mineures de 2005 à 2008 avant d'enchaîner deux saisons avec des clubs affiliés aux Rays de Tampa Bay. Le 5 avril 2009, les Rockies l'échangent en effet aux Rays en retour du lanceur droitier Jason Hammel.
Rodriguez, un droitier employé comme partant dans les mineures, est par la suite sélectionné par les Astros de Houston via la procédure de draft de règle 5 en décembre 2010 et il accepte un contrat d'un an avec l'équipe.
Joueur des Toros del Este de la Ligue dominicaine de baseball hivernal, Rodriguez représente la République dominicaine à la Série des Caraïbes 2011.
Il fait ses débuts dans les majeures avec Houston le 2 avril 2011 alors qu'il effectue une sortie d'une manche comme lanceur de relève face aux Phillies de Philadelphie. Il reçoit quelques jours plus tard une suspension de trois parties après le match du 10 avril contre les Marlins de la Floride, où plusieurs frappeurs sont atteints par des lancers. Rodriguez remporte sa première victoire dans les majeures le 16 août aux dépens des Cubs de Chicago. C'est sa seule victoire de la saison, puisqu'il perd ses 6 autres décisions. Un séjour dans la rotation de lanceurs partants de l'équipe en mai et juin se conclut avec 4 revers en 8 départs. Il finit l'année avec une moyenne de points mérités de 5,27 en 85 manches et un tiers lancées en 43 matchs.